# 西川龍馬
西川 龍馬（にしかわ りょうま、1994年12月10日 - ）は、島根県出雲市生まれ、大阪府大阪市港区出身のプロ野球選手（外野手）。右投左打。オリックス・バファローズ所属。

## 経歴

### プロ入り前
島根県出雲市で出生。実父が歴史好きであることから、坂本龍馬にちなんで「龍馬」と名付けられた。
大阪府大阪市港区へ転居していた小学校1年時に、福崎ヤンチャーズで軟式野球を始めると、大阪市立築港中学校在学中に大正リトルシニアへ所属していた。
中学校からの卒業後に、福井県の敦賀気比高等学校へ進学し、硬式野球部で1年時の夏からレギュラーの座をつかんだ。主将へ任命された2年時秋の北信越地区高等学校野球大会でチームが優勝し、3年時の春には第84回選抜高等学校野球大会へ出場したが、浦和学院高等学校の前に初戦敗退を喫した。夏の全国高等学校野球選手権福井大会では準決勝で菅原秀擁する福井工大福井高等学校に敗れた。硬式野球部の1学年先輩には吉田正尚、1学年後輩には玉村祐典・岸本淳希・喜多亮太がいる。
高校卒業後は、「（大学へ行くと）甘えてしまうと思った。自分で稼ぎながら野球をやろうと。1年でも早くプロに行きたいという思いが強かった」との理由で大学進学はせず、社会人野球の王子製紙に入社した。愛知県の春日井工場に配属され、工場を拠点に活動する硬式野球部に入部。3年目の2015年に3番打者に定着すると、第86回都市対抗野球の本大会に出場。9月には社会人野球日本代表チームの一員として、BFAアジア大会に参加した。
2015年のNPBドラフト会議で、内野手として広島東洋カープから5巡目で指名。契約金4000万円、年俸750万円（金額は推定）という条件で入団し、背番号は丸佳浩や田中広輔が入団に着用していた63となった。担当スカウトは松本有史。ちなみに、広島はこの会議で、王子硬式野球部の船越涼太捕手を4巡目で指名。広島でも西川のチームメイトになったが、2019年限りで退団すると、2020年から王子硬式野球部へ復帰している。

### 広島時代

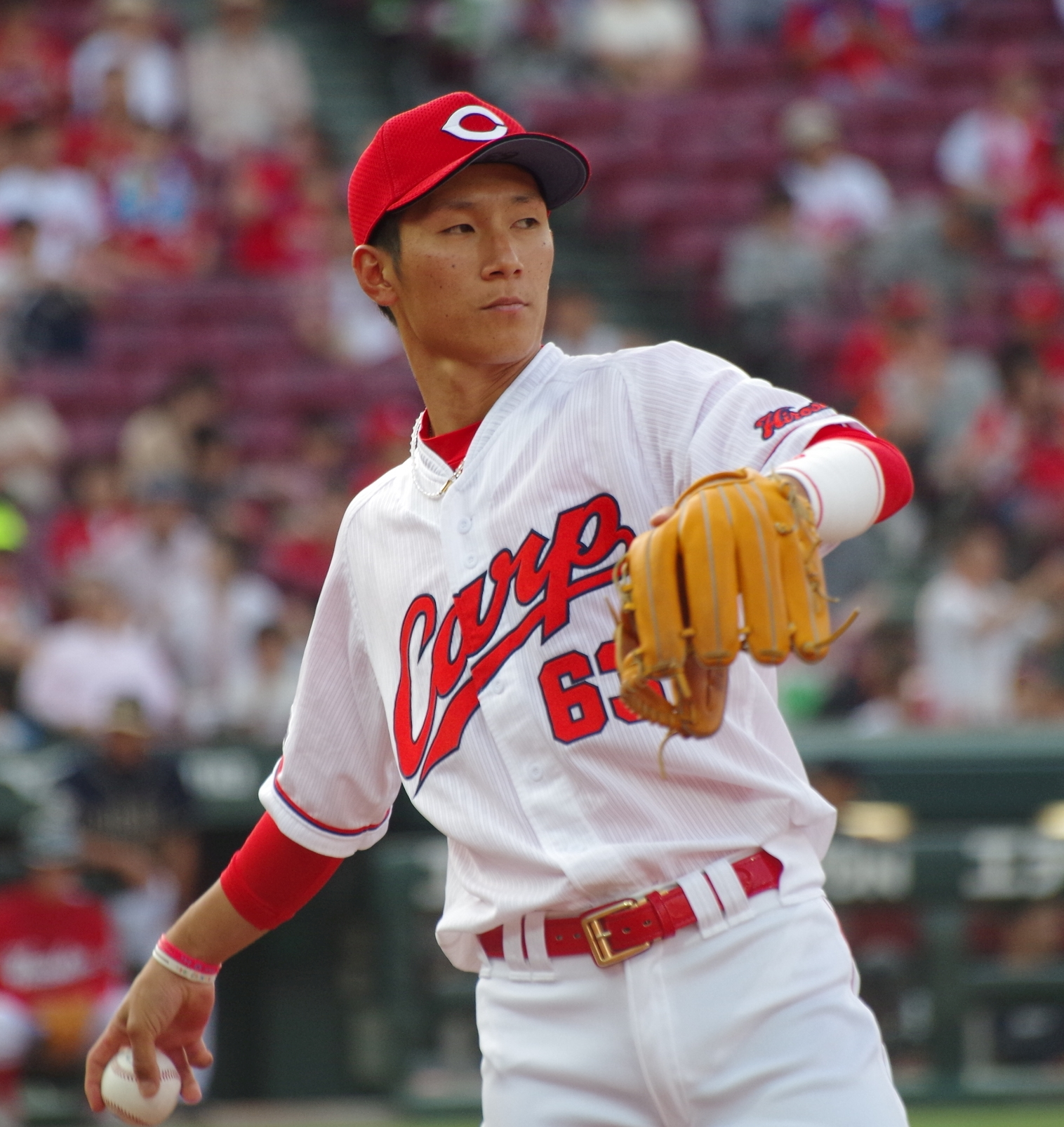
広島東洋カープ時代
（2016年6月17日 マツダスタジアム）

2016年は、レギュラーシーズンの開幕を一軍で迎えると、3月26日に横浜DeNAベイスターズとの開幕カード第2戦（MAZDA Zoom-Zoom スタジアム広島）で公式戦にデビュー。翌3月27日の同カードで、公式戦初安打を三塁打で記録した。広島の新人選手が一軍公式戦での初安打を三塁打で記録した事例は、NPBがドラフト制度を導入した1965年以降の入団選手としては初めてであった。7月14日のフレッシュオールスターゲーム（倉敷マスカットスタジアム）では、ウエスタン・リーグ選抜チームの「1番・二塁手」としてフル出場を果たした。一軍公式戦全体では62試合の出場で打率.294を記録した。
2017年は、4月30日の対DeNA戦（横浜スタジアム）8回表に代打へ起用されると、一軍公式戦での初本塁打を三上朋也からの2点本塁打でマーク。通算では98試合の出場で、打席数が前年の58から220へ大きく増えたほか、5本塁打や長打率.417を記録した。シーズン終了後には、第1回アジア プロ野球チャンピオンシップに日本代表として出場。
2018年は、開幕一軍入りを果たしながら、打撃が振るわず5月2日から20日間にわたって二軍で調整。一軍への復帰後は好調で、不振の安部友裕に代わって正三塁手に定着した。打撃面では、セントラル・リーグの規定打席に届かなかったものの、プロ入り後初めて打率3割を記録。チームのリーグ3連覇達成に大きく貢献したが、三塁の守備では送球難を露呈したほか、この年のリーグ守備規定を満たした三塁手では最も多い17失策を記録した。
2019年は、内野手登録のまま外野手へ転向した。前年の終盤に送球難などから安部に正三塁手の座を再び明け渡したことに加えて、前年までの正中堅手だった丸佳浩が、国内FA権の行使によって読売ジャイアンツへ移籍したことによる。シーズン序盤にはクリーンアップの一角を任されたほか、令和時代初の公式戦であった5月1日の対阪神タイガース戦（阪神甲子園球場）から6月5日の対埼玉西武ライオンズ戦（メットライフドーム）まで、出場27試合連続安打を記録した。7月15日の対DeNA戦（横浜）から「1番・中堅手」に定着すると、7月21日の対巨人戦、7月24日の対中日ドラゴンズ戦（いずれもマツダスタジアム）、同27日の東京ヤクルトスワローズ戦（明治神宮野球場）、同31日の対巨人戦（東京ドーム）で初回先頭打者本塁打を記録。「月間4本の初回先頭打者本塁打」という球団記録に加えて、「4カード連続の初回先頭打者本塁打」という日本プロ野球公式戦新記録を達成した。さらに、8月の一軍公式戦における通算安打数は42本で、月間最多安打の球団タイ記録を樹立。シーズンを通じて好調を維持し、一軍公式戦には138試合の出場で、プロ入り後初めてリーグの規定打席へ到達。打率こそ3割へわずか届かなかった（.293）ものの、プロ入り後初めてのシーズン2桁本塁打（16本）を記録した。守備面では、127試合で外野を守った一方で、本職の内野では5試合で一塁の守備に就いただけにとどまった。シーズン終了後の秋季キャンプでは、「西川に2つのポジションを守らせれば攻守の幅がさらに広がる」という首脳陣の方針で三塁の守備練習を再開している。
2020年も、内野手登録を続けながら、事実上外野手として起用。レギュラーシーズンの開幕から2か月間は、主に3番打者として、リーグ4位の打率.318を記録していた。8月25日の対DeNA戦（横浜）にもスタメンで起用されていたが、2打席で退いた後に、翌26日に出場選手登録を抹消。球団では抹消の理由を「コンディション不良」と発表していたが、開幕の直前から右足首を痛めていたことに加えて、患部をかばうあまり脇腹痛も発症していたことが後に判明している。実際には1か月半ほど実戦を離れ、一時は三軍でリハビリに専念していた。レギュラーシーズン終盤の10月11日に一軍へ復帰してからは好調で、同18日の対ヤクルト戦（マツダ）で自身初の1試合2本塁打を記録。翌19日の対阪神戦（甲子園）では、プロ入り後初めて4番打者に起用されたことで一軍公式戦への全打順先発出場、3回表の打席で2点先制打を放ったことで全打順安打を記録した。最終的には76試合の出場に留まりセ・リーグの規定打席には届かなかったものの、通算打率.304でシーズンを終了。11月11日には右腓骨筋腱腱鞘形成術を受けた。翌2021年の開幕から逆算したうえで踏み切った手術だったが、12月3日に臨んだ契約交渉では、手術の原因になった右足首の故障が球団から「公傷」と認められなかった。わずか12分間の交渉の末に、推定年俸6300万円（前年から500万円減）という条件で契約を更改し、記者会見では「今年は野球に取り組んだ感覚も、良いイメージも全くなく、『ケガとの戦い』で1年が終わってしまった」と述懐している。
2021年は開幕から3番打者を務め3月26日の中日ドラゴンズとの開幕戦で福谷浩司から1号本塁打を放った。4月で5本塁打を放ったが、5月に入ると不振に陥り7番を務める試合も見られ、7月に入っても打率は2割5分と不振を脱却できなかった。後半戦ではバットをより軽いタイプに変更した。最終的にはチーム最多の137試合に出場し打率.286、2年ぶりとなる2桁本塁打を記録した。年俸は1300万円増となる7600万円で更改した。
2022年は、3月29日の対阪神戦（マツダスタジアム）で1点を追う9回一死満塁の打席で湯浅京己から逆転サヨナラ2点適時打、5月7日の対DeNA戦（マツダスタジアム）では1-1の同点で迎えた延長10回二死無走者の打席で三嶋一輝から自身初のサヨナラ本塁打を放ったが、6月5日に下半身コンディション不良により出場選手登録を抹消された。約2か月後の8月6日に復帰すると、翌7日の対阪神戦（マツダスタジアム）で3回にNPBにおける令和通算5000本塁打を放った。怪我の影響で97試合の出場に留まったが、規定打席未達ながら打率.315、10本塁打、OPS.822の成績を記録。また、この年にFA権を取得したが行使せず残留、2023年からは背番号を西川が王子時代に使用していた番号で、かつそのシーズンまで着用していた長野久義の意向もあり、5に変更することとなった。12月8日には1億2000万円で契約を更改した。
2023年は、7月4日の対阪神戦（マツダスタジアム）で1回一死二・三塁の打席で西勇輝から先制2点適時打、7回一死一・二塁の打席で加治屋蓮から3点本塁打を放ち、自己最多の1試合5打点を記録した。同月11日の対巨人戦（東京ドーム）では6回二死一・三塁の打席で左飛を放った際に右脇腹を痛め、途中交代、検査の結果「右脇腹の肉離れ」と診断され、翌12日に出場選手登録を抹消された。8月8日に出場選手登録されると、同日の対ヤクルト戦（明治神宮野球場）で1回一死二塁の打席で石川雅規から適時打を放ち、3年連続100安打を達成した。同月23日の対DeNA戦（横浜スタジアム）では1回一死二・三塁の打席で濵口遥大から先制適時打を放ち、5試合連続打点、3試合連続先制打点を記録した。9月2日の対中日戦で再び右脇腹を痛め、同月10日の対阪神戦ではベンチ入りメンバーから外され、翌11日に出場選手登録を抹消。同月26日に一軍に復帰すると、同日の対中日戦（マツダスタジアム）で1回に決勝打となる二ゴロでチーム最多の56打点目を挙げた。シーズン通算では109試合に出場し、打率.305（リーグ2位）、9本塁打、56打点を記録。シーズンの終了後にはセ・リーグの外野手部門でベストナインを初めて受賞した。11月14日にFA宣言した。

### オリックス時代
2023年11月22日、オリックス・バファローズと契約したことが発表された。地元・大阪の球団でもあり、福良淳一GMなどとの入団交渉で本気度が伝わったことが入団を決めた理由となった。背番号は、高校の先輩である吉田正尚がMLB・ボストン・レッドソックスへ移籍する直前の2022年シーズンに着けていた7。4年総額推定12億円の大型契約（金額は全て推定）。
2024年、オープン戦では13試合の出場で打率.233、1本塁打、4打点の成績を残し、3月29日の福岡ソフトバンクホークスとの開幕戦に「1番・左翼手」で先発出場し、有原航平から移籍後初安打。4月28日の北海道日本ハムファイターズ戦では加藤貴之から移籍後初本塁打を記録したが、4月終了時点では打率.214と不振であり、5月1日の千葉ロッテマリーンズ戦では移籍後初のベンチスタートとなった。移籍1年目は故障で離脱することなく、自己最多タイの138試合に出場し、自己最多かつチーム最多の11盗塁を記録したものの、打率.258、7本塁打、46打点。パ・リーグのパワー系投手の攻略にも苦しみ、150km/h以上の球に対しては打率.145であった。オフに1億8000万円増の推定年俸3億円で契約を更改した。
2025年、オープン戦では15試合の出場で打率.051、OPS.170と絶不調であったが、開幕スタメン入りを果たすと、開幕から7試合で3度の猛打賞。打率.536、OPS1.352と打ちまくり、チーム15年ぶりとなる開幕から3カード連続勝ち越しに貢献した。

## 選手としての特徴

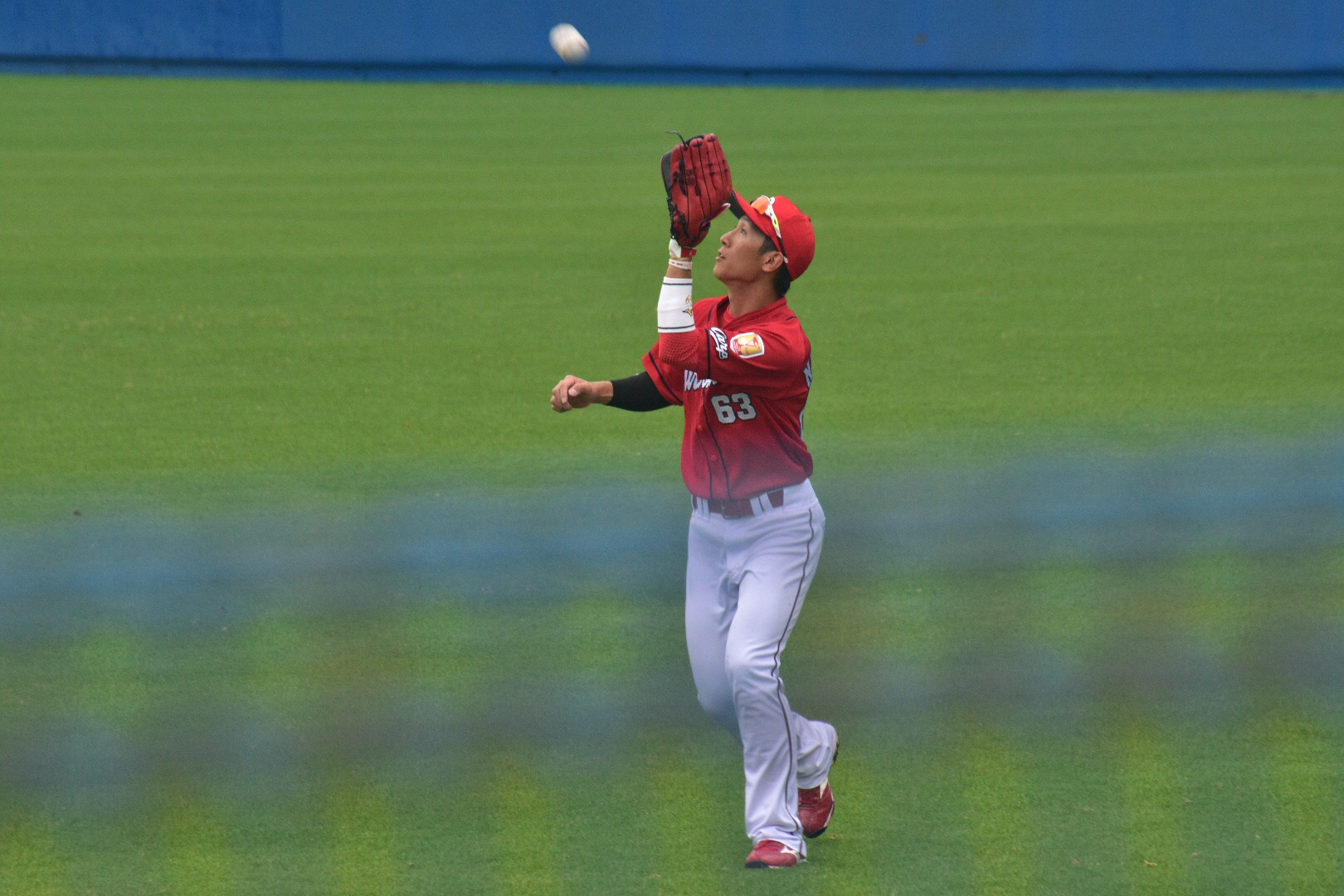
中堅守備につく西川

卓越したミート力とバットコントロールで、見逃せばボール球であるワンバウンドやインコース高めの球を安打や本塁打にするなど、その打撃センスから「天才」と称される。走力も兼ね備えており、50m走のタイム6秒0を記録している。
王子硬式野球部時代から西川をマークしていた松本有史スカウトによると、社会人当時はまだ体の線が細く“平均的な選手”との評価だった。一方で当時からバットコントロールが非常に柔らかく、スイングが前田智徳に似ている印象があったという。
広島入団後の一軍公式戦ではチーム事情に応じて打順を動かされることが多く、出場463試合目で4番打者に初めて起用された。この時点で、9番打者としても7試合に出場している。

## 人物
実父と祖父が広島のファン。目標は敦賀気比高等学校の先輩に当たる東出輝裕で、自身と同じく広島で内野手として活躍した後に、打撃コーチとして西川を指導した。
広島への入団後は、手術を受けた右足首のリハビリに専念した2020年を除いて、シーズンが終わるたびに近藤健介などと合同で自主トレーニングに臨んでいる。
プロ入り後は同学年の鈴木誠也や先輩の野間峻祥らと親しい関係にある。また、小園海斗（西川が広島退団後に背番号5を継承）、廣岡大志、来田涼斗、麦谷祐介ら多くの後輩から慕われている。

## 詳細情報

### 年度別打撃成績
| 年 度     | 球 団      | 試 合 | 打 席 | 打 数 | 得 点 | 安 打 | 二 塁 打 | 三 塁 打 | 本 塁 打 | 塁 打 | 打 点 | 盗 塁 | 盗 塁 死 | 犠 打 | 犠 飛 | 四 球 | 敬 遠 | 死 球 | 三 振 | 併 殺 打 | 打 率 | 出 塁 率 | 長 打 率 | O P S |
| --------- | ---------- | ----- | ----- | ----- | ----- | ----- | -------- | -------- | -------- | ----- | ----- | ----- | -------- | ----- | ----- | ----- | ----- | ----- | ----- | -------- | ----- | -------- | -------- | ----- |
| 2016      | 広島       | 62    | 58    | 51    | 8     | 15    | 3        | 1        | 0        | 20    | 3     | 0     | 1        | 2     | 1     | 4     | 0     | 0     | 9     | 0        | .294  | .339     | .392     | .731  |
| 2017      | 広島       | 95    | 220   | 204   | 23    | 56    | 10       | 2        | 5        | 85    | 27    | 4     | 1        | 3     | 2     | 10    | 0     | 1     | 35    | 4        | .275  | .309     | .417     | .725  |
| 2018      | 広島       | 107   | 361   | 327   | 44    | 101   | 22       | 3        | 6        | 147   | 46    | 5     | 3        | 4     | 1     | 27    | 3     | 2     | 51    | 4        | .309  | .364     | .450     | .814  |
| 2019      | 広島       | 138   | 585   | 535   | 70    | 159   | 23       | 3        | 16       | 236   | 64    | 6     | 7        | 11    | 5     | 32    | 4     | 2     | 81    | 9        | .297  | .336     | .441     | .777  |
| 2020      | 広島       | 76    | 328   | 296   | 36    | 90    | 18       | 0        | 6        | 126   | 32    | 6     | 1        | 2     | 0     | 28    | 1     | 2     | 52    | 6        | .304  | .368     | .426     | .794  |
| 2021      | 広島       | 137   | 551   | 504   | 57    | 144   | 19       | 1        | 12       | 201   | 60    | 3     | 3        | 4     | 4     | 37    | 1     | 2     | 70    | 14       | .286  | .335     | .399     | .733  |
| 2022      | 広島       | 97    | 424   | 390   | 60    | 123   | 19       | 3        | 10       | 178   | 53    | 2     | 2        | 0     | 2     | 30    | 4     | 2     | 74    | 8        | .315  | .366     | .456     | .822  |
| 2023      | 広島       | 109   | 443   | 416   | 48    | 127   | 20       | 1        | 9        | 176   | 56    | 7     | 6        | 1     | 4     | 21    | 4     | 1     | 52    | 10       | .305  | .337     | .423     | .760  |
| 2024      | オリックス | 138   | 553   | 519   | 42    | 134   | 25       | 0        | 7        | 180   | 46    | 11    | 1        | 2     | 4     | 27    | 1     | 1     | 97    | 11       | .258  | .294     | .347     | .641  |
| 通算：9年 | 通算：9年  | 959   | 3523  | 3242  | 388   | 949   | 159      | 14       | 71       | 1349  | 387   | 44    | 25       | 29    | 23    | 216   | 18    | 13    | 521   | 66       | .293  | .337     | .416     | .753  |

- 2024年度シーズン終了時

### 年度別守備成績
| 年 度 | 球 団      | 一塁  | 一塁  | 一塁  | 一塁  | 一塁  | 一塁     | 二塁  | 二塁  | 二塁  | 二塁  | 二塁  | 二塁     | 三塁  | 三塁  | 三塁  | 三塁  | 三塁  | 三塁     | 外野  | 外野  | 外野  | 外野  | 外野  | 外野     |
| 年 度 | 球 団      | 試 合 | 刺 殺 | 補 殺 | 失 策 | 併 殺 | 守 備 率 | 試 合 | 刺 殺 | 補 殺 | 失 策 | 併 殺 | 守 備 率 | 試 合 | 刺 殺 | 補 殺 | 失 策 | 併 殺 | 守 備 率 | 試 合 | 刺 殺 | 補 殺 | 失 策 | 併 殺 | 守 備 率 |
| ----- | ---------- | ----- | ----- | ----- | ----- | ----- | -------- | ----- | ----- | ----- | ----- | ----- | -------- | ----- | ----- | ----- | ----- | ----- | -------- | ----- | ----- | ----- | ----- | ----- | -------- |
| 2016  | 広島       | -     | -     | -     | -     | -     | -        | 12    | 5     | 8     | 0     | 1     | 1.000    | 27    | 7     | 13    | 1     | 2     | .952     | -     | -     | -     | -     | -     | -        |
| 2017  | 広島       | -     | -     | -     | -     | -     | -        | 4     | 5     | 6     | 2     | 1     | .846     | 48    | 28    | 51    | 2     | 6     | .975     | -     | -     | -     | -     | -     | -        |
| 2018  | 広島       | 3     | 26    | 0     | 0     | 1     | 1.000    | 1     | 1     | 0     | 0     | 0     | 1.000    | 86    | 47    | 119   | 17    | 10    | .907     | -     | -     | -     | -     | -     | -        |
| 2019  | 広島       | 5     | 34    | 1     | 0     | 5     | 1.000    | -     | -     | -     | -     | -     | -        | -     | -     | -     | -     | -     | -        | 127   | 250   | 3     | 2     | 1     | .992     |
| 2020  | 広島       | -     | -     | -     | -     | -     | -        | -     | -     | -     | -     | -     | -        | -     | -     | -     | -     | -     | -        | 74    | 138   | 2     | 1     | 0     | .993     |
| 2021  | 広島       | 1     | 2     | 0     | 0     | 1     | 1.000    | -     | -     | -     | -     | -     | -        | -     | -     | -     | -     | -     | -        | 127   | 241   | 6     | 2     | 3     | .992     |
| 2022  | 広島       | -     | -     | -     | -     | -     | -        | -     | -     | -     | -     | -     | -        | -     | -     | -     | -     | -     | -        | 97    | 206   | 4     | 1     | 1     | .995     |
| 2023  | 広島       | -     | -     | -     | -     | -     | -        | -     | -     | -     | -     | -     | -        | -     | -     | -     | -     | -     | -        | 109   | 207   | 4     | 2     | 0     | .991     |
| 2024  | オリックス | -     | -     | -     | -     | -     | -        | -     | -     | -     | -     | -     | -        | -     | -     | -     | -     | -     | -        | 132   | 235   | 5     | 3     | 2     | .988     |
| 通算  | 通算       | 9     | 62    | 1     | 0     | 7     | 1.000    | 17    | 11    | 14    | 2     | 2     | .926     | 161   | 82    | 183   | 20    | 18    | .930     | 666   | 1277  | 24    | 11    | 7     | .992     |

- 2024年度シーズン終了時
- 各年度の太字はリーグ最高

### 表彰
- ベストナイン：1回（外野手部門：2023年[56]）
- 月間MVPセントラル・リーグ：1回（打者部門：2019年8月[89]）、パシフィック・リーグ：1回（打者部門：2025年6月[90]）
- 月間サヨナラ賞：1回（2022年3・4月[91]）

### 記録
初記録
- 初出場：2016年3月26日、対横浜DeNAベイスターズ2回戦（MAZDA Zoom-Zoom スタジアム広島）、8回表にエクトル・ルナに代わり三塁手で出場
- 初打席・初安打：2016年3月27日、対横浜DeNAベイスターズ3回戦（MAZDA Zoom-Zoom スタジアム広島）、8回裏に小杉陽太から右中間三塁打
- 初打点：2016年4月5日、対東京ヤクルトスワローズ1回戦（MAZDA Zoom-Zoom スタジアム広島）、8回裏に久古健太郎から左前適時打
- 初先発出場：2016年6月9日、対北海道日本ハムファイターズ3回戦（札幌ドーム）、「8番・指名打者」で先発出場
- 初本塁打：2017年4月30日、対横浜DeNAベイスターズ6回戦（横浜スタジアム）、8回表に三上朋也から右越2ラン
- 初盗塁：2017年5月14日、対読売ジャイアンツ8回戦（MAZDA Zoom-Zoom スタジアム広島）、8回裏に本盗（投手：乾真大、捕手：小林誠司）※二塁走者・野間峻祥と重盗・スクイズ空振りの間に本盗

節目の記録
- 1000試合出場：2025年5月20日、対千葉ロッテマリーンズ5回戦（京セラドーム大阪）、「2番・左翼手」で先発出場[92]
- 1000安打：2025年5月25日、対福岡ソフトバンクホークス9回戦（平和リース球場）、1回表に上沢直之から右越2ラン※史上322人目[93]

その他の記録
- 月間4本の初回先頭打者本塁打：2019年7月 ※史上7人目（8度目）、広島球団記録[19][20]
- 4カード連続初回先頭打者本塁打：2019年7月19日 - 21日の巨人戦から同7月30日 - 8月1日の巨人戦まで ※史上初[20]
- 全打順安打：2020年10月20日、対阪神タイガース戦（阪神甲子園球場）[29]
- オールスターゲーム選出：1回（2023年）※右外腹斜筋肉離れのため出場辞退[94]

### 背番号
- 63（2016年[8] - 2022年）
- 5（2023年[45]）
- 7（2024年[60] - ）

### 代表歴
- 2015年アジア野球選手権大会日本代表
- 2017 アジア プロ野球チャンピオンシップ 日本代表
- ENEOS 侍ジャパンシリーズ2018 「日本 vs オーストラリア」

## 関連情報

### CM
- 東亜地所 カープ選手4人篇（2017年） 東亜地所イメージキャラクターを務める
- もみじ銀行（2019年）もみじ銀行イメージキャラクターを田中広輔と務める
- 東亜地所（2019年）會澤翼捕手と出演

### 関連番組
- カーチカチ!テレビ 初夢SP 〜新井さん家の新年会〜（2019年1月1日、RCCテレビ）サプライズ訪問のコーナーに出演
  - 女子ソフトボール部をサプライズ訪問
  - 西川ファンの小学生をサプライズ訪問
- スポラバ新春特番 なにわカープ男子旅 〜やっぱ地元も好きやねんSP〜（2020年1月2日、テレビ新広島）